# Clive Clarke
Clive Richard Luke Clarke (født 14. januar 1980 i Dublin, Irland) er en irsk tidligere fodboldspiller (venstre back).
På klubplan tilbragte Clarke hele sin karriere i England, hvor han blandt andet spillede seks sæsoner hos Stoke City. Han havde også ophold hos blandt andet West Ham og Sunderland.
Clarke spillede desuden to kampe for Irlands landshold, to venskabskampe mod henholdsvis Nigeria og Jamaica i 2004.